# Philipa Idogho
Philipa Idogho là một nhà quản lý học thuật người Nigeria, từng là giám đốc của Auchi Polytechnic, bang Auchi Edo. trong khoảng thời gian từ 2008 đến 2016. Cô là nữ hiệu trưởng đầu tiên của tổ chức và được ghi nhận là đã đóng một vai trò quan trọng trong việc cải thiện năng lực học tập và thể chế hóa trách nhiệm trong trường trong triều đại của mình.

## Giáo dục và cuộc sống ban đầu
Idogho là cựu sinh viên của Auchi Polytechnic, bang Auchi Edo. Cô có bằng thạc sĩ quản lý giáo dục tại Đại học Bénin và bằng tiến sĩ quản trị giáo dục tại Đại học Ambrose Alli.

## Nghề nghiệp
Từ 2008 đến 2016, Idogho là giám đốc của Auchi Polytechnic, Auchi Edo State. Hệ thống quản trị của cô trong việc đảm bảo môi trường học đường thanh thản đã khiến cô bị chỉ trích trong số một số bên liên quan trong trường. Cô được thay thế bởi Tiến sĩ Momodu Sanusi Jimah trong khả năng diễn xuất, trước khi ông được bổ nhiệm đáng kể vào năm 2018 bởi Tổng thống Muhammadu Buhari.